# 孔玉芳
孔玉芳（1951年9月—），女，河南信阳人，中华人民共和国政治人物。河南大学毕业，研究生学历，工学硕士。

## 生平
1970年10月加入中国共产党。历任共青团河南省委副书记、书记，中共许昌市委副书记，三门峡市委副书记、代市长、市长，许昌市委书记，2000年11月当选中共河南省委常委，省委宣传部部长，2006年12月再兼任河南省人民政府副省长。2012年1月5日，辞去副省长职位。同月12日，河南省政协十届五次会议在河南省人民会堂举行第三次全体会议，补选孔玉芳为政协第十届河南省委员会副主席。后担任中国老年大学协会副会长。